# Massif des Guilleries
Le massif des Guilleries est situé en Catalogne (Espagne). Il fait la jonction entre la Cordillère prélittorale et la Cordillère transversale. Il est situé aux confins des comarques de la Selva et de l'Osona, près du village de Sant Hilari Sacalm qui en est la localité la plus importante.
Une partie du massif a une végétation méditerranéenne — chênes verts et de subéraies — et une seconde partie de type euro-sibérienne peuplée de hêtres et en chênes rouvres. Cette dernière zone est également cultivée : elle est plantée en châtaigniers, de pins et en sapins. Le massif atteint son altitude maximale à Sant Miquel de Solterra (1 204 m). Aux abords du massif se trouve la station hydroélectrique de Susqueda, et des plantations de saules.
Les principales communes du massif des Guilleries sont Sant Hilari Sacalm, Osor, Susqueda, Vilanova de Sau, Sant Sadurní d'Osormort, Espinelves et Viladrau.

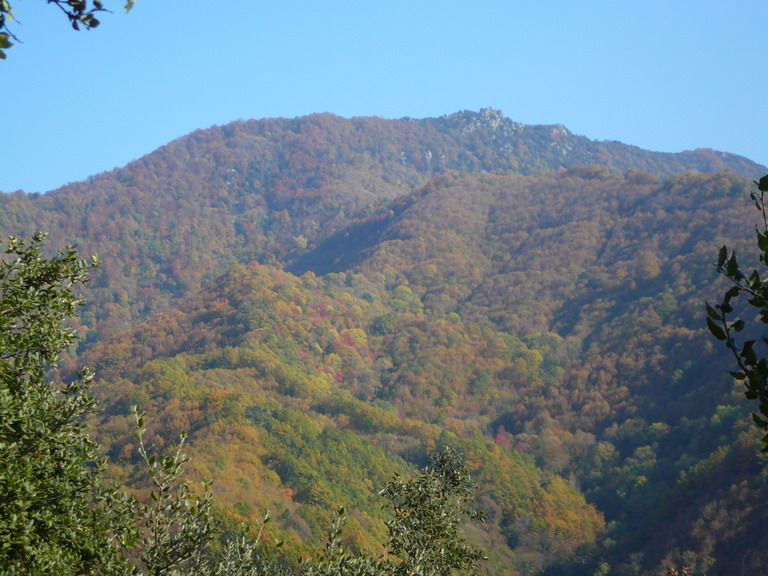
Le plus haut sommet du massif : Sant Miquel de Solterra.